# Santa Lucía (Atlántico)
Santa Lucía es un municipio de Colombia, ubicado al norte del país, en el departamento del Atlántico. Limita por el norte con los municipios de Campo de la Cruz y Manatí, por el oriente con los municipios de Campo de la Cruz y Suan, por el sur con el canal del Dique y el departamento de Bolívar, y por el occidente con el canal del Dique y el municipio de Manatí. Se sitúa a 79,2 km de la capital departamental, Barranquilla. 

## División Político-Administrativa
Además de su cabecera municipal, Santa Lucía tiene bajo su jurisdicción el centro poblado Algodonal.
Además, las siguientes veredas: Bonguito, El Diquito, Flechita, La Esmeralda, La Isla y Sanaguare.

## Historia

### Mocaná
Según diversos estudios históricos y lingüísticos permiten afirmar, que en la zona de Santa Lucía y la región del departamento del Atlántico en general, se sintió el influjo del pueblo amerindio "Mocaná", los cuales eran marinos con finalidades bélicas y comerciales, donde específicamente implementaron sus habilidades en los alrededores entre el Mar Caribe, el río Magdalena y el Canal del Dique Viejo, que en ese entonces no se secaba y no había sido manipulado por el hombre. Se extendieron hacia al oriente, hasta llegar a Cartagena de Indias.

### Fundación
La población fue fundada el 23 de marzo de 1874, por la cartagenera ganadera Doña Luisa Guerrero Hormanza, la cual se vio obligada a emigrar de Campo de la Cruz, debido a un fuerte verano. El objetivo de Doña Luisa era encontrar un lugar que tuviera suficiente agua para sus animales. Durante la búsqueda, encontró un canal que nacía en la bahía oriental del brazo antiguo del Río Magdalena. Estableciéndose ahí, lugar que actualmente coincide con la Plaza del municipio.
Entre los años 1875 a 1885, Santa Lucía fue una agregación al municipio de Campo de la Cruz, perteneciendo al Estado Federal de Bolívar. Más tarde, en el año 1905 según decreto emanado por la Gobernación de Bolívar, el poblado pasa a ser agregación del municipio de Suan. Posteriormente en 1910, ya la ciudad de Barranquilla elegida como capital, Santa Lucía, Bohórquez y Algodonal pasan a ser corregimientos del municipio de Campo de la Cruz, en el nuevo Departamento del Atlántico.
En plena mitad del siglo XX, el 20 de diciembre de 1965 Santa Lucía es erigida municipio, iniciando su vida jurídica con su primer alcalde en 1966, Regulo Martínez Molinares. Debido a una demanda por parte del municipio de Campo de la Cruz, se anula la categoría de municipio y se vuelve a otorgar en 1970, con la agregación del caserío del Algodonal, y las veredas el Rabón y el Diquito.

## Demografía
Según las cifras del DANE acerca del censo del 2005, Santa Lucía cuenta con una población de 11,947 habitantes. Es la décima novena aglomeración más grande del departamento del Atlántico. El municipio cuenta con una densidad poblacional aproximadamente 238,94 hab./km². El 50,9% de sus habitantes son hombres y el 49,1% mujeres. La tasa de alfabetización en la población mayor de 5 años es del 84,4%. Los servicios públicos poseen una considerable cobertura, ya que el 93,8% de las viviendas cuenta con servicio de energía eléctrica, el 85,7% tiene servicio de alcantarillado y solo el 9,2% cuenta con comunicación telefónica.

## Cultura

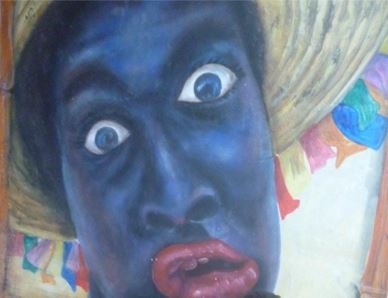
Son de Negro

Anualmente se lleva a cabo en la plaza del municipio el Festival Nacional Son de Negro a mediados del año. La plaza lleva el nombre de Son de Negro por la relevancia cultural que tiene este evento en la comunidad y el propósito de su construcción fue servir de escenario para su realización. Así entonces, se convierte Santa Lucía cada año en el punto de convergencia de la cultura cimarrona a orillas del canal del Dique, arribando agrupaciones de diferentes partes de la Región Caribe y Colombia. 
El baile de negros se caracteriza por integrar hombres pintados de este mismo color que danzan, los cuales con su boca pintada de rojo y un sombrero multicolor en la cabeza, hacían burlas y gestos a sus colonizadores en tiempos de la esclavitud en América. Además, es una de las danzas tradicionales del carnaval de Barranquilla.

## Servicios públicos
- Energía Eléctrica: Air-e, del grupo EPM, es la empresa prestadora del servicio de energía eléctrica.
- Gas Natural: Gases del Caribe es la empresa distribuidora y comercializadora de gas natural en el municipio.